# Anjou-ház (Capeting)
A harmadik Anjou-ház vagy Capeting–Anjou-ház (ismert még mint Anjou–Szicíliai-ház, franciául: Maison capétienne d'Anjou-Sicile), a Capeting-ház egyik oldalága volt, melynek tagjai többek között a Szicíliai, a Nápolyi, a Magyar és a Lengyel Királyság uralkodóit is adták. Az uralkodóház nem közvetlen módon, ám genealógiai szempontból kapcsolatban áll a második Anjou-házzal, ugyanakkor származástanilag nem hozható rokonságba a negyedik Anjou-házzal.

## Története
Amikor 1204-ben II. Fülöp Ágost francia király mint hűbérúr megfosztotta az angol királyi családot Anjou grófságtól, az visszaszállt a francia királyi házra. A címet később Fülöp Ágost király unokája, VIII. Lajos francia király és Kasztíliai Blanka királyné legfiatalabb gyermeke, Károly herceg kapta meg, aki később a nápolyi és szicíliai uralkodói címet is viselte. Károly anyja, Blanka királyné VIII. Alfonz kasztíliai király és Angliai Eleonóra leánya volt, anyai nagyapja pedig II. Henrik angol király, Anjou grófja volt, így a harmadik Anjou-ház genealógiailag is rokonságban állt a második Anjou-házzal, ám közvetlen módon a Capeting-ház egyik oldalága volt, amely később további ágakra, a középkori Magyar Királyság uralkodóit adó magyar királyi, valamint a tarantói és durazzói ágakra vált.
A Világítótornyon túli Szicíliai Királyságot uraló Hohenstauf-házból származó Manfréd szicíliai király érdekellentétbe került a katolikus egyházzal, IV. Orbán pápa pedig 1264-ben segítségül kérte a francia király fiát, Károly, Anjou hercegét Manfréddel szemben. Miután 1266-ban, a beneventói csatában Károly legyőzte Manfrédet (akit később ki is végeztetett), a csatában elhunyt egyházi vezető utódja, IV. Kelemen pápa Károlynak ajándékozta a Szicíliai Királyságot. Ám Károly katonáinak és adminisztrációjának túlkapásai miatt 1282-ben, a szicíliai vecsernye során fellázadtak ellene, Szicília szigetét pedig III. Péter aragóniai király szállta meg, ám a Világítótornyon inneni Szicíliai Királyság (Nápoly központtal) továbbra is Károly birtokában maradt. 1285-ös halálát követően fia, II. Károly követte a trónon. A harmadik Anjou-ház nápolyi főága végül II. Károly ükunokájával, II. Johanna nápolyi királynővel halt ki 1435-ben.
A magyar történelem Anjou-kornak nevezi azt a közel százéves korszakot, mikor a harmadik Anjou-ház királyai uralkodtak az országban. Károly nápolyi és szicíliai király és V. István magyar király között kötött Árpád–Anjou kettős házasság értelmében Károly fia, a későbbi II. Károly nápolyi király feleségül vette István leányát, Mária hercegnőt, valamint István fia, a később IV. László magyar király feleségül vette Károly leányát, Izabella hercegnőt. A harmadik Anjou-ház magyar ágát alapító II. Károly és Mária királyné utódai így közvetlen módon az Árpád-ház leányági leszármazottai is voltak. IV. László magyar király utód nélkül való halálát követően a magyar trónra Velencei András király (II. András magyar király feltételezett unokája) került, ám származását már életében is megkérdőjelezték, halálával pedig megindult az interregnum korszaka a Magyar Királyságban. A harmadik Anjou-házból a magyar trónra igényt elsőként a leányágon rokon Martell Károly calabriai herceg tartott. 1295-ben bekövetkezett halálát követően trónigényét fia, Károly Róbert vitte tovább, akit három koronázást követően végül ténylegesen is az ország királyává iktattak. Károly Róbert hosszas uralkodásával kialakult belső stabilitást és jólétet fia, Nagy Lajos vitte tovább, aki 1370-ben a lengyel koronát is megszerezte. Lajos fiúutód nélkül való távozását követően országai irányítását leányai között osztotta fel, a magyar trón Ifjabb Mária hercegnőre, míg a lengyel trón Hedvig hercegnőre szállt. A harmadik Anjou-ház magyar királyokat adó ága végül velük halt ki Mária 1395-ös, majd Hedvig 1399-es halálával, amely egyúttal az Árpád-ház leányági kihalását is jelentette.

## Leszármazási ág
(A1) I. Károly szicíliai király (1227–1285)
∞ I. Beatrix provence-i grófnő
(B1) Blanka királyi hercegnő (1250–1269)
∞ III. Robert de Bethune, Flandria grófja
(B2) Beatrix királyi hercegnő (1252–1275)
∞ I. Fülöp címzetes konstantinápolyi latin császár
(B3) II. Károly nápolyi király (1254–1309)
∞ Árpád-házi Mária magyar királyi hercegnő
(C1) Károly, Calabria hercege (1271–1295) (magyar ág alapítója)
∞ Habsburg Klemencia osztrák hercegnő
(C2) Margit királyi hercegnő (1273–1299)
∞ Charles de Valois
(C3) Toulouse-i Szent Lajos (1274–1297)
(C4) Róbert nápolyi király (1277–1343)
∞ Jolán aragón királyi hercegnő
(D1) Lajos királyi herceg (1301-1310)
(D2) Károly, Calabria hercege (1298–1328)
∞ Marie de Valois
(E1) Eloiz királyi hercegnő (1325)
(E2) Mária királyi hercegnő (1326–1328)
(E3) Károly királyi herceg (1327)
(E4) I. Johanna nápolyi királynő (1326–1382)
∞ (1.) András, Calabria hercege
(F1) Károly, Calabria hercege (1345–1348)
∞ (2.) Lajos, Taranto hercege
(F2) Katalin királyi hercegnő (1348–1349)
(F3) Franciska királyi hercegnő (1351–1352)
(E5) Mária királyi hercegnő (1328–1366)
∞ (1.) Károly, Durazzo hercege (2.) Roberto del Balzo (3.) II. Fülöp, Taranto hercege
(C5) I. Fülöp, Taranto hercege (1278–1331) (tarantói ág alapítója)
∞ (1.) Komnénosz Tamár Angelina (2.) Catherine de Valois–Courtenay
(C6) Blanka királyi hercegnő (1280–1310)
∞ II. Jakab aragóniai király
(C7) Rajmund Berengár, Andria hercege (1281–1307)
∞ Marguerite de Bourbon
(C8) János királyi herceg (1283–1308)
(C9) Trisztán királyi herceg (1284–1288)
(C10) Eleonóra királyi hercegnő (1289–1341)
∞ II. Frigyes szicíliai király
(C11) Mária királyi hercegnő (1290–1346)
∞ I. Sancho mallorcai király
(C12) Péter, Eboli grófja (1291–1315)
(C13) János, Durazzo hercege (1294–1336) (durazzói ág alapítója)
∞ Agnès de Périgord
(C14) Beatrix királyi hercegnő (1295–1321)
∞ (1.) VIII. Azzo d’Este (2.) III. Bertrand del Balzo
(B4) Fülöp királyi herceg (1256–1277)
∞ Isabelle de Villehardouin
(B5) Róbert királyi herceg (1258–1265)
(B6) Izabella királyi hercegnő (1261–1304)
∞ IV. László magyar király

## Capeting–Anjou-ház oldalágai

### Durazzói ág
(A1) János, Durazzo hercege (1294–1336)
∞ Agnès de Périgord
(B1) Károly, Durazzo hercege (1294–1336)
∞ Anjou Mária, Alba grófnője
(C1) Lajos herceg (1343–1344)
(C2) Johanna hercegnő (1344–1387)
∞ Louis d’Évreux, Beaumont grófja
(C3) Ágnes hercegnő (1345–1388)
∞ Giacomo del Balzo, Tarantó hercege
(C4) Klemencia hercegnő (1346–1363)
(C5) Margit hercegnő (1347–1412)
∞ III/II. Károly nápolyi és magyar király
(B2) Lajos, Gravina grófja (1294–1336)
∞ Sanseverinói Margit coriglionai grófnő
(C1) Lajos herceg (1344)
(C2) III/II. Károly nápolyi és magyar király (1345–1386)
∞ Anjou Margit durazzói hercegnő
(D1) Mária királyi hercegnő (1369–1371)
(D2) II. Johanna nápolyi királynő (1373–1435)
∞ (1.) Habsburg Vilmos (2.) II. Jakab la marche-i gróf
(D3) László nápolyi király (1376–1414)
∞ (1.) Costanza Chiaramonte (2.) Ciprusi Mária (3.) Marie d’Enghien
(E) Rinaldo di Durazzo (illegitim)
(C3) Ágnes hercegnő (1347)
(B3) Róbert, Cappacio, Muro és Montalbano ura (1326–1356)

### Magyar királyi ág
(A1) Károly, Calabria hercege (1271–1295)
∞ Habsburg Klemencia osztrák hercegnő
(B1) I. Károly magyar király (1288–1342)
∞ Erzsébet lengyel királyi hercegnő
(C1) Katalin királyi hercegnő (1321–1355)
∞ II. Henrik świdnicai herceg
(C2) Károly királyi herceg (1323)
(C3) László királyi herceg (1324–1329)
(C4) I. Lajos magyar és lengyel király (1326–1382)
∞ Kotromanić Erzsébet bosnyák hercegnő
(D1) Mária királyi hercegnő (1365–1366)
(D2) Katalin királyi hercegnő (1370–1378)
(D3) Mária magyar királynő (1371–1395)
∞ Zsigmond brandenburgi választófejedelem
(D4) Hedvig lengyel királynő (1374–1399)
∞ Jagelló litván nagyfejedelem
(C5) András, Calabria hercege (1327–1345)
∞ I. Johanna nápolyi királynő
(D1) Károly, Calabria hercege (1345–1348)
(C6) István, Szlavónia hercege (1332–1354)
∞ Margit bajor hercegnő
(D1) Erzsébet királyi hercegnő (1352–1380)
∞ II. Fülöp tarantói herceg
(D2) István királyi herceg (1354–1360)
(C) Kálmán győri püspök (illegitim)
(B2) Beatrix királyi hercegnő (1290–1354)
∞ II. János viennois-i dauphin
(B3) Klemencia királyi hercegnő (1293–1328)
∞ X. Lajos francia király

### Tarantói ág
(A1) I. Fülöp, Taranto hercege (1278–1331)
∞ (1.) Komnénosz Tamár Angelina
(B1) Károly herceg (1296–1315)
(B2) Johanna hercegnő (1297–1323)
∞ (1.) I. Osin örmény király (2.) Osin, Korikosz ura
(B3) Margit hercegnő (1298–1340)
∞ VI. Gautier, Brienne grófja
(B4) Fülöp herceg (1300–1330)
∞ Jolán aragóniai királyi hercegnő
(B5) Mária hercegnő (1303–1368)
(B6) Blanka hercegnő (1300–1330)
∞ Rajmund Berengár, Empúries grófja
∞ (2.) Catherine de Valois–Courtenay
(B7) Margit hercegnő (1325–1380)
∞ (1.) Edward Balliol (2.) Francesco del Balzo
(B8) Róbert, Taranto hercege (1326–1364)
∞ Marie de Bourbon
(B9) Lajos, Taranto hercege (1327–1364)
∞ I. Johanna nápolyi királynő
(C1) Katalin királyi hercegnő (1348–1349)
(C2) Franciska királyi hercegnő (1351–1352)
(C) Esclarmonde de Tarente (illegitim)
(B10) II. Fülöp, Taranto hercege (1329–1374)
∞ (1.) Anjou Mária nápolyi királyi hercegnő
(C1) Fülöp herceg (1356)
(C2) Károly herceg (1358)
(C3) Fülöp herceg (1360)
∞ (2.) Anjou Erzsébet magyar királyi hercegnő
(C4) Fülöp herceg (1371)